# Relaciones Corea del Sur-Venezuela
Las relaciones Corea del Sur-Venezuela se refieren a las relaciones internacionales que existen entre Corea del Sur y Venezuela. Las relaciones entre ambos países fueron establecidas en 1965.

## Historia
Las relaciones diplomáticas entres Corea del Sur y Venezuela fueron establecidas el 29 de abril de 1965. En 2019, durante la crisis presidencial de Venezuela, Corea del Sur reconoció a Juan Guaidó como presidente de Venezuela.